# Cividate al Piano
Cividate al Piano – miejscowość i gmina we Włoszech, w regionie Lombardia, w prowincji Bergamo.
Według danych na styczeń 2009 gminę zamieszkiwało 5188 osób przy gęstości zaludnienia 546,1 os./1 km².